# Vicariato apostólico de Arabia Septentrional
El vicariato apostólico de Arabia Septentrional (en latín: Vicariatus Apostolicus Arabiae Septentrionalis y en árabe: النيابة الرسولية لشمال شبه الجزيرة العربية‎) es una circunscripción eclesiástica de la Iglesia católica en la península arábiga. Se trata de un vicariato apostólico latino, inmediatamente sujeto a la Santa Sede. Desde el 28 de enero de 2023 su vicario apostólico es el obispo Aldo Berardi, de la Orden Trinitaria.

## Territorio y organización

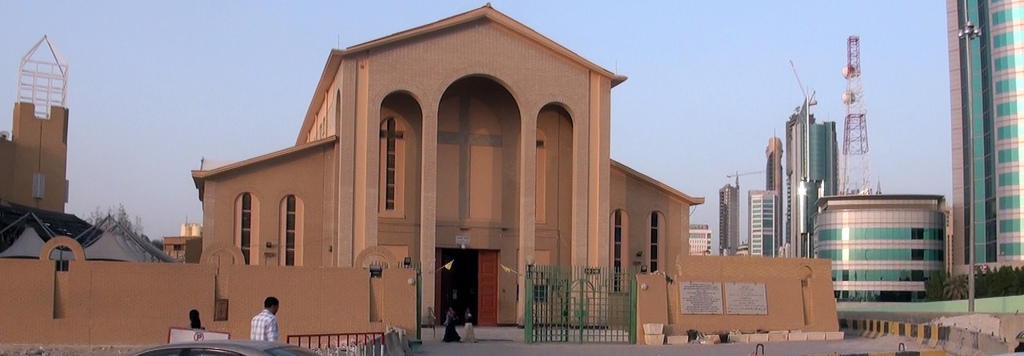
Concatedral de la Sagrada Familia, en Kuwait

El vicariato apostólico tiene 2 179 890 km² y extiende su jurisdicción sobre los fieles católicos de rito latino residentes en todo el territorio de Arabia Saudita, Baréin, Catar y Kuwait. También tiene jurisdicción exclusiva sobre los ritos orientales a excepción de los correspondientes a las 6 Iglesias patriarcales. 

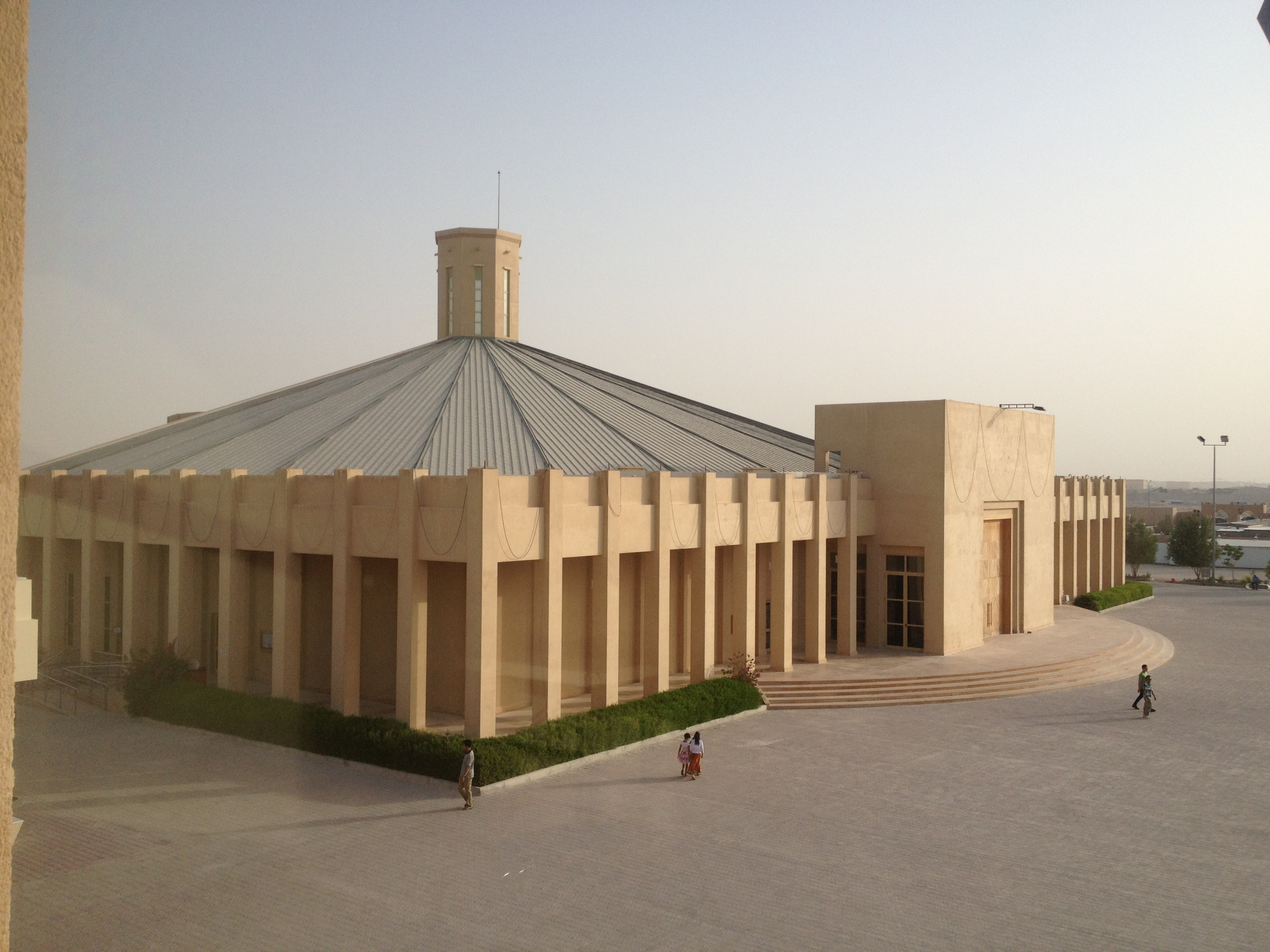
Iglesia de Nuestra Señora del Rosario, en Doha

La sede del vicariato apostólico se encuentra en la ciudad de Awali en Baréin, en donde se halla la Catedral de Nuestra Señora de Arabia. En la ciudad de Kuwait se encuentra la Concatedral de la Sagrada Familia, que fue la catedral desde 1961 a 2021.

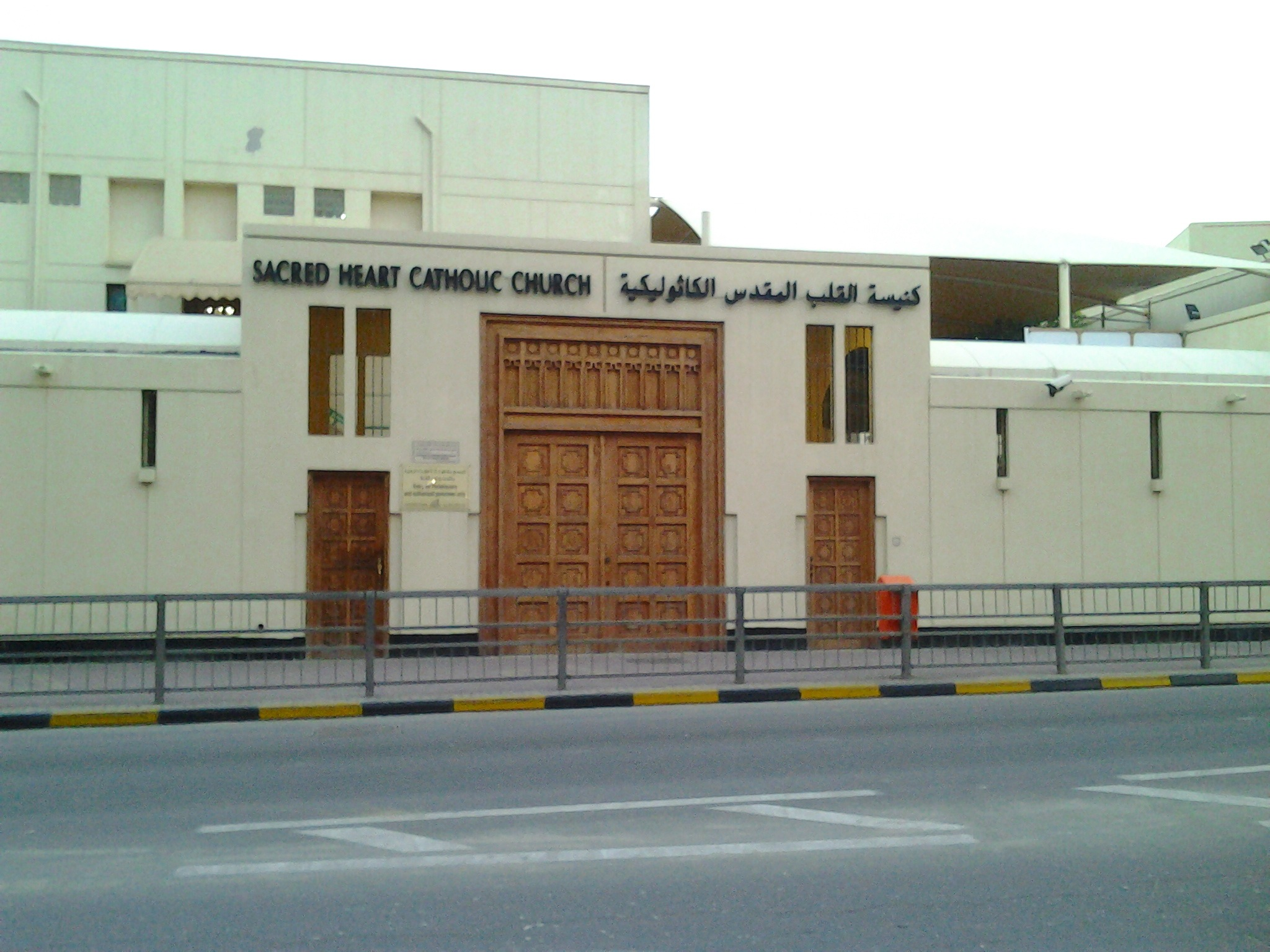
Iglesia del Sagrado Corazón, en Manama

Los vicarios apostólicos son miembros de derecho de la Conferencia de Obispos Latinos en las Regiones Árabes.
En 2022 en el vicariato apostólico existían 11 parroquias:
En Kuwait
- Concatedral de la Sagrada Familia, en la ciudad de Kuwait;
- Nuestra Señora de Arabia, en Ahmadi;
- Santa Teresa, en Salmiya;
- San Daniel Comboni, en Jleeb Al-Shuyoukh.

En Baréin
- Catedral de Nuestra Señora de Arabia, en Awali;
- Sagrado Corazón, en Manama.

En Catar
- Nuestra Señora del Rosario, en Doha.

### Situación de los católicos en Arabia Saudita
Existen más de un millón de católicos en Arabia Saudita. La mayoría de ellos son expatriados filipinos e indios que trabajan allí, pero no cuentan con ciudadanía saudí. Arabia Saudita permite que los cristianos ingresen al país como trabajadores extranjeros para trabajos temporales, pero no les permite que practiquen su religión de manera abierta. Los cristianos extranjeros generalmente tienen derecho a practicar rituales y oraciones en sus hogares siempre que sean individuales, pero está prohibido mostrar culto u ofrecer servicios religiosos a los cristianos pública o colectivamente. Artículos que pertenezcan a otras religiones que no sean el islam están prohibidos. Entre estos están la Biblia, crucifijos, estatuas, grabados, artículos con símbolos religiosos y otros. La proselitización por parte de no musulmanes, incluyendo la distribución de materiales religiosos no musulmanes, es ilegal. El país recientemente aprobó una ley recomendando la pena de muerte para cualquier persona que sea encontrada tratando de hacer ingresar una Biblia al país.
El Comité para la Promoción de la Virtud y la Prevención del Vicio prohíbe la práctica de cualquier religión que no sea el islam. La conversión de un musulmán a otra religión es considerada apostasía, un crimen que puede traer consigo la pena capital si el acusado no se retracta. El gobierno de Arabia Saudita no permite el ingreso de sacerdotes con el propósito de llevar a cabo servicios religiosos, aunque de hecho algunos ingresan y celebran cultos privados.
Cristianos y otros no musulmanes tienen prohibido entrar a las ciudades de La Meca y Medina, las ciudades más sagradas del islam. Arabia Saudita no tiene relaciones diplomáticas con la Santa Sede. 

## Historia
La prefectura apostólica de Kuwait fue erigida el 29 de junio de 1953 mediante la bula Quemadmodum dispensator del papa Pío XII, separando territorio del vicariato apostólico de Arabia (hoy vicariato apostólico de Arabia Meridional).
El 2 de diciembre de 1954 la prefectura apostólica fue elevada a vicariato apostólico de Kuwait mediante la bula Quandoquidem Christi del papa Pío XII.
El 25 de enero de 1957, con la carta apostólica Regnum Mariae, el papa Pío XII proclamó a la Santísima Virgen María, venerada con el título de Nuestra Señora de Arabia, como patrona del vicariato apostólico.
El 27 de enero de 1957 se colocó la primera piedra de la catedral en Kuwait, que fue consagrada el 16 de marzo de 1961.
El 6 de marzo de 2003 el papa Juan Pablo II mediante un rescriptum ex audientia —confirmado por el papa Benedicto XVI el 8 de abril de 2006— decidió que todos los fieles de cualquier Iglesia, rito o nacionalidad en los dos vicariatos de Arabia dependieran exclusivamente de los vicarios apostólicos latinos. El patriarca Gregorio III Laham de la Iglesia greco-melquita católica no acató la decisión papal y el archimandrita Boutros Gharib continuó de hecho al frente de su parroquia en Salwa, manteniendo la existencia del exarcado patriarcal de Kuwait independiente del vicario latino. La decisión también fue desafiada por el sínodo de la Iglesia siro malabar, que envió sacerdotes a Arabia Saudita, que luego fueron excomulgados por el vicario apostólico.
El 31 de mayo de 2011 el vicariato apostólico de Kuwait amplió su jurisdicción sobre Arabia Saudita, Catar y Baréin, que estaban sujetos al vicariato apostólico de Arabia (que pasó a llamarse vicariato apostólico de Arabia Meridional), y tomó su denominación actual mediante el decreto Bonum animarum de la Congregación para la Evangelización de los Pueblos.
En agosto de 2012 por decisión del papa Benedicto XVI el vicario apostólico trasladó su residencia de Kuwait a Awali, en el centro de Baréin. Allí, el 10 de diciembre de 2021 se consagró la nueva Catedral de Nuestra Señora de Arabia. La más grande iglesia católica de la península arábica. Otra razón para el traslado es que Baréin es más flexible en su política de visados.
Su primer vicario apostólico fue el italiano Camillo Ballin, M.C.C.I., hasta el 12 de abril de 2020, fecha de su fallecimiento.
El 22 de julio de 2020 el papa Francisco en un rescriptum ex audientia decidió derogar las disposiciones de sus dos antecesores y extender la jurisdicción de los 6 patriarcas orientales sobre los dos vicariatos apostólicos de Arabia. Dispuso también que el cuidado pastoral de los fieles orientales sobre los que ejercen su jurisdicción los patriarcas se realizará en coordinación con los vicarios apostólicos.
El 5 de noviembre de 2022 el papa Francisco celebró una misa en el Estadio Nacional de Baréin y mantuvo un encuentro con los jóvenes del Colegio del Sagrado Corazón.

## Estadísticas
Según el Anuario Pontificio 2023 el vicariato apostólico tenía a fines de 2022 un total de 2 722 750 fieles bautizados.
| Año                                                                             | Población            | Población  | Población      | Sacerdotes | Sacerdotes    | Sacerdotes    | Bautizados por sacerdote | Diáconos permanentes | Religiosos | Religiosos | Parroquias |
| Año                                                                             | Bautizados católicos | Total      | % de católicos | Total      | Clero secular | Clero regular | Bautizados por sacerdote | Diáconos permanentes | Varones    | Mujeres    | Parroquias |
| ------------------------------------------------------------------------------- | -------------------- | ---------- | -------------- | ---------- | ------------- | ------------- | ------------------------ | -------------------- | ---------- | ---------- | ---------- |
| 1966                                                                            | 16 000               | 475 000    | 3.4            | 4          |               | 4             | 4000                     |                      | 3          | 12         | 5          |
| 1970                                                                            | 17 200               | 733 196    | 2.3            | 12         | 6             | 6             | 1433                     |                      | 6          | 31         | 4          |
| 1980                                                                            | 32 000               | 1 270 000  | 2.5            | 7          | 3             | 4             | 4571                     |                      | 4          | 30         | 3          |
| 1988                                                                            | 51 430               | 1 834 756  | 2.8            | 7          | 2             | 5             | 7347                     |                      | 5          | 30         | 5          |
| 1999                                                                            | 151 000              | 2 000      | 7.5            | 6          | 1             | 5             | 25 166                   | 1                    | 5          | 12         | 4          |
| 2000                                                                            | 151 000              | 2 000      | 7.5            | 7          | 1             | 6             | 21 571                   | 1                    | 6          | 13         | 4          |
| 2001                                                                            | 153 000              | 2 000      | 7.7            | 8          | 2             | 6             | 19 125                   | 1                    | 6          | 13         | 4          |
| 2002                                                                            | 154 000              | 2 500 000  | 6.2            | 8          | 2             | 6             | 19 250                   | 1                    | 6          | 13         | 4          |
| 2003                                                                            | 156 000              | 2 501 000  | 6.2            | 9          | 2             | 7             | 17 333                   | 1                    | 7          | 13         | 4          |
| 2004                                                                            | 158 500              | 2 650 000  | 6.0            | 10         | 2             | 8             | 15 850                   | 1                    | 8          | 13         | 4          |
| 2010                                                                            | 300 000              | 3 000      | 10.0           | 17         | 6             | 11            | 17 647                   | 1                    | 11         | 12         | 3          |
| 2012                                                                            | 1 127 954            | ?          | ?              | 23         | 7             | 16            | 49 041                   | 1                    | 16         | 12         | 4          |
| 2014                                                                            | 2 445 000            | 36 252 722 | 6.7            | 58         | 18            | 40            | 42 155                   | 2                    | 40         | 18         | 10         |
| 2017                                                                            | 2 570 067            | 40 599 576 | 6.3            | 46         | 2             | 44            | 55 871                   | 2                    | 47         | 18         | 11         |
| 2020                                                                            | 2 752 241            | 42 956 169 | 6.4            | 16         | 16            |               | 172 015                  | 1                    | 4          | 18         | 11         |
| 2022                                                                            | 2 722 750            | 43 465 183 | 6.3            | 56         | 13            | 43            | 48 620                   | 1                    | 44         | 17         | 11         |
| Fuente: Catholic-Hierarchy, que a su vez toma los datos del Anuario Pontificio. |                      |            |                |            |               |               |                          |                      |            |            |            |

## Episcopologio
- Teofano Ubaldo Stella, O.C.D. † (29 de junio de 1953-marzo de 1966 renunció)
  - Sede vacante (1966-1976)
- Victor León Esteban San Miguel y Erce, O.C.D. † (31 de mayo de 1976-5 de noviembre de 1981 retirado)[nota 2]
- Francis George Adeodatus Micallef, O.C.D. † (5 de noviembre de 1981-14 de julio de 2005 retirado)
- Camillo Ballin, M.C.C.I. † (14 de julio de 2005-12 de abril de 2020 falleció)
  - Sede vacante (2020-2023)[nota 3]
- Aldo Berardi, O.SS.T., desde el 28 de enero de 2023